# Mosonmagyaróvári TE
Mosonmagyaróvári TE is een Hongaarse voetbalclub uit de stad Mosonmagyaróvár. Thuiswedstrijden speelt de club in het Wittmann Antal park waar ruimte is voor 4000 toeschouwers. De traditionele clubkleuren zijn blauw en wit.

## Geschiedenis
In 1904 is de club opgericht. De club is in zijn geschiedenis op één enkel seizoen na altijd actief geweest op het tweede, derde en vierde niveau. In het seizoen 1942/43 was de club één jaar actief op het vijfde niveau. Sinds de oprichting heeft de club maar liefst 17 verschillende namen gekend. In 2016 werd in verband met een sponsorregeling Credobus aan de naam toegevoegd.
In 2022 behaalde de club promotie naar het tweede niveau. In dat seizoen verzamelde de club maar liefst 100 punten bij elkaar. Ook was de club 114 keer trefzeker en werden er maar 20 doelpunten geïncasseerd. Na twee seizoenen degradeerde de club terug naar het derde niveau, in 2024 eindigde de club als hekkensluiter van de competitie.